# CS Bolognese
CS Bolognese, pełna nazwa Circolo Scacchistico Bolognese – włoski klub szachowy z siedzibą w Bolonii, mistrz kraju z 1972 roku.

## Historia
Klub został założony w 1874 roku. W 1966 roku klub awansował do Serie A, ponownie w 1971 roku. W 1972 roku CS Bolognese zdobył tytuł mistrzowski. Kadrę drużyny stanowili wówczas Renato Cappello, Fiorentino Palmiotto, Gianni Sartori i Geraldo Di Pietro. W sezonie 1973 klub zajął trzecie miejsce w mistrzostwach. W roku 1974 uzyskano wicemistrzostwo. Sezon 1976 szachiści klubu zakończyli zdobyciem trzeciego miejsca w klasyfikacji. Rok później zespół zakończył rozgrywki na drugiej pozycji. W latach 1996–1998 boloński klub był czwarty w krajowych mistrzostwach.